# 志賀廣太郎
志賀 廣太郎（しが こうたろう、1948年〈昭和23年〉8月31日 - 2020年〈令和2年〉4月20日）は、日本の俳優、演劇教育者。桐朋学園芸術短期大学演劇専攻非常勤講師。青年団所属。

## 来歴
兵庫県生まれで、幼稚園時代に東京都杉並区に引っ越し、その後世田谷区へ移る。世田谷区立船橋中学校の同級生に高田文夫がいる。幼稚園の園長や小学校の担任が児童演劇協会に所属するなど演劇に造詣が深かったことから、中学・高校から演劇部に所属。俳優座の養成所が移管されると聞き、桐朋学園大学短期大学部に入学。大学では演技の他に狂言、日舞、バレエ、体操などを学んだが、なかでも能を観世銕之丞に学んだことは印象に残っており、音声学を学んだ柴田武からは、「君の声はいい声だから大事にしなさい」と言われたという。1971年、桐朋学園大学短期大学部専攻科演劇専攻修了。卒業後はすぐ役者の道に進むつもりだったが、素晴らしいと思える先生に多数出会ったことから大学に残ることを決め、1973年までゼミの助手を務める。当時は翻訳劇の舞台が多く、ヨーロッパ原作の劇が現地でどう演じられているのかが気になったため、ドイツに渡り、語学学校を経てシュトゥットガルトの専門学校へ入学。そこでは演技の基礎と考えていた体操を1年近く学び、あちこち移動した後、ウィーンで日本人補習授業校の小中学生の国語教師を務める。30歳を前に、交際していた女性と結婚するため1977年に帰国。1978年より母校の演劇科にて非常勤講師を務める。学生には南果歩などがいた。
吸収することがなくなり、自らも演じることが必要だと感じ始めていた40歳も目前となった頃、平田オリザが主宰する劇団「青年団」の舞台を観て共感し、教材としての使用を申し出る。しかし同時に自分が演じていない台本を学生に教えられないという思いが生じ、酔った勢いで平田に「次の舞台に出たい」と言ったところ出演が決まり、1990年、41歳で『光の都』に出演。その後も教壇に立つ傍ら舞台に立ち続け、1993年に正式に劇団員になる。
よく小劇場の演劇を観ていた山内ケンジに見初められ、46歳の時にアップルコンピュータのCMに出演して注目を集める。これを契機にオファーが増え始め、1998年、『もう、ひとりじゃない』で映画初出演。その後、2001年に『学校の怪談』、『世にも奇妙な物語 SMAPの特別編』の「BLACK ROOM」など、2000年代になって引っ張りだことなる。私生活では40代で離婚。
2003年のテレビドラマ『独身3!!』の打ち上げで初めて福田雄一と顔を合わせて「志賀さんいいですねー」と声をかけられ、『THE3名様』の出演オファーを受ける。そこで演じたパフェおやじ役が若者の間で評判になり、主演陣の人気を凌ぐほどの反響があったことから、DVD『【「THE3名様」スピンオフ】人生のピンチを救うパフェおやじの7つの名言』の制作が決定し主役を演じた。2008年4月6日にHMV渋谷で行われたDVD発売イベントには多数の若い女性が駆けつけ、女性ファンの歓声に囲まれながら「人生でこんないい日を迎えられるなんて」とコメントした。
2015年に踊る大捜査線シリーズで知られる本広克行が監督を務める青春映画『幕が上がる』に、メインキャストとして出演した。原作は青年団主宰の平田オリザによる同名小説である。
2019年のNHK大河ドラマ『いだてん〜東京オリムピック噺〜』に春野先生役での出演が予定されていたが、体調不良のため降板。代役には佐戸井けん太が立てられた。
2019年4月9日、4月5日から6日にかけて脳梗塞を発症し、緊急手術を受けて入院中であることがテレビ東京系ドラマ24枠のドラマ『きのう何食べた?』の公式サイト上で発表された。主人公の父親・筧悟朗役で出演していたが、大事をとって降板することも併せて発表された。なお、収録済の回については予定通り放送される。残りの回の代役には田山涼成が立てられた。4月30日、所属劇団「青年団」が、「命に別状なし」との報告を行った。
その後は復帰に向けてリハビリに努めていたが、2020年4月20日20時20分、誤嚥性肺炎のため、神奈川県川崎市の病院にて71歳で死去。訃報は葬儀を終えた同月30日、所属事務所の公式サイトにおいて公表された。

## 人物
ドラマや舞台において、上司役や刑事役、教師役や医者役などを持ち前の風貌と渋い声で演じ、様々な場面に欠かすことのできない名脇役として活躍していた。ドラマプロデューサーの伊與田英徳は、「地味な存在の役を、そのままいい具合に地味に演じることができる。地味な役でもカッコよく演じたい役者さんも多いなか、配役のキャラクターや演出を理解して演じる志賀さんは貴重な存在」と評価している。
私服は「チェックしか着ない」と話す。酒と温泉が好き。好きな言葉は「漂えど沈まず」。

## 出演

### テレビドラマ
- 学校の怪談（2001年、フジテレビ）
- 世にも奇妙な物語（フジテレビ）
  - 「BLACK ROOM」（2001年） - 湯ノ本カズオ
  - 「採用試験」（2002年） - 試験官
  - 「サイゴノヒトトキ」（2004年）
  - 世にも奇妙な物語 2013年 秋の特別編「人間電子レンジ」（2013年） - 久米清[22]
- 恋ノチカラ（2002年、フジテレビ） - 楠木賢明
- ウエディングプランナー SWEETデリバリー（2002年、フジテレビ） - 大森雄三
- 美女か野獣（2003年、フジテレビ） - 鶴巻幸雄
- 独身3!!（2003年、テレビ朝日） - 吉家係長
- 僕だけのマドンナ（2003年、フジテレビ） - 館林伸吾
- 男湯2（2003年、フジテレビ） - 商店街の会長
- 極限推理コロシアム（2004年、日本テレビ） - 滝本始
- はたち〜1983年に生まれて〜（2004年、フジテレビ）
- 離婚弁護士（2004年、フジテレビ）
- にんげんだもの 〜相田みつを物語（2004年、テレビ朝日） - 小野寺校長
- 劇団演技者。（2004年、フジテレビ） - 平山修
- 優しい時間（2005年、フジテレビ）
- 愛と友情のブギウギ（2005年、NHK） - 菅原
- 学校へ行こう!（2005年、TBS） - 福田
- アンフェア（2006年、フジテレビ） - 安本正広
- ハゲタカ（2007年、NHK） - 中延五郎
- 松本清張 わるいやつら（2007年、テレビ朝日） - 裁判長
- 生徒諸君!（2007年、テレビ朝日） - 亀田陽吉
- 帰ってきた時効警察（2007年、テレビ朝日） - 田中社長
- めぞん一刻（2007年、テレビ朝日） - 一の瀬さんの旦那さん
- 警護官 内田晋三（2007年、フジテレビ） - 大臣の秘書
- 医龍-Team Medical Dragon-2（2007年、フジテレビ） - 善田秀樹
- 沸騰都市（2008年、NHK） - ナレーション
- 大河ドラマ（NHK）
  - 篤姫（2008年） - 久世広周
  - 龍馬伝（2010年） - 牢屋の老人
- 完全犯罪ミステリースペシャル新証言!三億円事件 40年目の謎を追え!（2008年、フジテレビ） - 武藤三男（捜査一課長）
- 戦士の資格（2008年、フジテレビ） - 井上雄一
- Tomorrow〜陽はまたのぼる〜（2008年、TBS） - 柿沼高太郎
- 33分探偵（2008 - 2009年、フジテレビ） - ナレーション
- お買い物（2009年、NHK） - 太田さん
- ママさんバレーでつかまえて（2009年、NHK） - 松田警備員
- MR.BRAIN（2009年、TBS） - 土田吾一
- ヴォイス〜命なき者の声〜（2009年、フジテレビ） - 三島
- 湯けむりスナイパー（2009年、テレビ東京） - エージェント
- 偉人の来る部屋（2009年、TOKYO MX） - 伊能忠敬
- ありふれた奇跡（2009年、フジテレビ） - 松崎恒夫
- 幼獣マメシバ（2009年） - 芝重男
  - マメシバ一郎（2011年） - 芝重男
  - マメシバ一郎 フーテンの芝二郎（2012年） - 芝重男
- 東京DOGS（2009年、フジテレビ） - 鈴江光男（鈴さん）
- 月曜ゴールデン「笑顔〜15年目の嘘〜」（2009年、TBS） ‐ 大沢昌孝
- 八日目の蝉（2010年、NHK）
- なぜ君は絶望と闘えたのか（2010年、WOWOW） - 寺尾裁判長
- 美丘-君がいた日々-（2010年、日本テレビ） - 神林悟
- 鉄の骨（2010年、NHK） - 長岡昇
- クローン ベイビー（2010年、TBS） - 葉月荘一郎
- GOLD（2010年、フジテレビ） - 保坂次郎
- モリのアサガオ（2010年、テレビ東京） - 裁判長
- 黄昏流星群 〜C-46星雲〜（2011年、フジテレビ） - シューティングスターズのマスター
- BSプレミアム 黄金の扉（2011年 - 、NHK） - ナビゲーター
- 南極大陸（2011年、TBS） - 谷健之助
- 借王＜シャッキング＞II-運命の報酬-（2011年、WOWOW） - 絹道教授
- 勇者ヨシヒコと魔王の城（2011年、テレビ東京） - オザル
- あっこと僕らが生きた夏（2012年、NHK） - 佐藤医師
- 白戸修の事件簿（2012年、TBS） - 川田吾一
- 37歳で医者になった僕〜研修医純情物語〜（2012年、フジテレビ） - 葛城博昭
- 土曜ワイド劇場「遺品の声を聴く男3〜美人社長の笑顔に秘められた壮絶人生!」（2012年1月21日、テレビ朝日） - 有島輝夫
- PRICELESS〜あるわけねぇだろ、んなもん!〜（2012年、フジテレビ） - 辻義人
- 最後から二番目の恋 第6話（2012年、フジテレビ） - レストラン シーラスの店員
- 浪花少年探偵団（2012年、TBS） - 戸村一郎
- 花のズボラ飯（2012年、TBS） - 亀山日出夫（花の父）・ナレーション
- イロドリヒムラ（2012年、TBS） - 浜野祐二
- 土曜ワイド劇場「アナザーフェイス 刑事総務課・大友鉄 容疑者5万人の密室 育メンの別の顔」（2012年5月26日、テレビ朝日） - 羽田社長
- 金曜プレステージ「鬼刑事 米田耕作」（2012年 - 、フジテレビ） - 村山剛
- HTBスペシャルドラマ 幸せハッピー（2012年、北海道テレビ） - 日下部清志
- 連続テレビ小説 (NHK)
  - 純と愛（2012 - 2013年） - 中津留賢二
  - マッサン（2014 - 2015年） - 黒沢秘書
  - とと姉ちゃん（2016年、NHK） - 弓岡柳生
- 雲霧仁左衛門（2013年、NHK） - 語り
  - 雲霧仁左衛門2（2015年、NHK）
  - 雲霧仁左衛門3（2017年、NHK）
- 仮面ティーチャー（2013年、日本テレビ） - 菅原健太郎
- TAKE FIVE〜俺たちは愛を盗めるか〜（2013年、TBS） - 木ノ本道元
- カウンターのふたり シーズン2（2013年、TwellV） - 榊利久
- 鈴木先生の結婚報告〜待望の休暇も心の汗が止まらないッ！〜（2013年、テレビ東京） - 秦路行
- 半沢直樹（2013年、TBS）[5] ‐ 牧野社長
- クロコーチ（2013年、TBS） - 浅沼兼男
- 水曜ミステリー9「嫌われ監察官 音無一六〜警察内部調査の鬼〜1」（2013年、テレビ東京） - 木村茂
- 金曜プレステージ「所轄刑事8信州・安曇野〜白骨温泉 売春組織に迫る復讐の剣」（2013年1月18日、フジテレビ） - 餃子屋の店主
- dinner（2013年、フジテレビ） - 浜岡孝太郎
- ぼんくら（2014年、NHK） - 久兵衛
- 三匹のおっさん〜正義の味方、見参!!〜（2014年1月 - 3月、テレビ東京） - 有村則夫
  - 三匹のおっさん2〜正義の味方、ふたたび!!〜（2015年4月 - 6月、テレビ東京）[4][23]
  - 三匹のおっさん3〜正義の味方、みたび!!〜（2017年1月 - 3月、テレビ東京）
  - 三匹のおっさんスペシャル〜正義の味方、史上最大、最後の戦い！…かも？〜（2018年1月2日、テレビ東京）[24]
- ほんとにあった怖い話 「タクシードライバーは語る」（2014年、フジテレビ） - 杉本浩介（仁美の父） 役
- 孤独のグルメ Season4 第1話（2014年7月9日、テレビ東京） - 大橋幸三 役
- 極悪がんぼ（2014年、フジテレビ） - 小林春男
- 平成舞祭組男（2014年、日本テレビ） - 伊丹秀夫
- 松本清張 黒い福音〜国際線スチュワーデス殺人事件〜（2014年、テレビ朝日） - 斉藤三郎
- 月曜ゴールデン「遺品整理人 谷崎藍子5」（2015年、TBS） - 曽根
- DOCTORS3 最強の名医（2015年、テレビ朝日） - 武藤重之
- 銭の戦争（2015年、フジテレビ） - 白石孝夫[25]
- リスクの神様（2015年、フジテレビ） - 財部栄一[26]
- ラヴソング（2016年、フジテレビ）
- 神の舌を持つ男（2016年、TBS） - 芳井一（番頭）
- スニッファー 嗅覚捜査官（2016年、NHK） ‐ 矢口孝雄
- フラジャイル（2016年、フジテレビ） - 高柴善太郎
- 昼のセント酒（2016年、テレビ東京） - 清田平吉[27]
- ウルトラマンオーブ（2016年、テレビ東京） - 岩木渉
- 宇宙の仕事 第6話（2016年） - ロラリラス星人
- Chef〜三ツ星の給食〜（2016年、フジテレビ） - 志賀廣太郎（本人役）
- 炎の経営者（2017年、フジテレビ） - 笹島太一
- 昔話法廷（2017年、NHK） ‐ 里田良雄
- リバース（2017年、TBS） - 広沢忠司
- 陸王（2017年、TBS） - 富島玄三[21]
- 花のち晴れ〜花男 Next Season〜（2018年、TBS） - 小林孝蔵
- 今野敏サスペンス 回帰 警視庁強行犯係・樋口顕（2018年12月14日、テレビ東京） - 市川雄作[28]
- イノセンス 冤罪弁護士（2019年1月 - 3月、日本テレビ） - 湯布院和人[29]
- きのう何食べた?（2019年4月 - 5月、テレビ東京） - 筧悟朗 ※途中降板[30]。遺作

### 映画
- もう、ひとりじゃない（1998年） - 峰村高人
- ワンダフルライフ（1999年） - 山本賢司
- 茶の味（2003年） - ガシ先生
- ユニットバス・シンドローム（2004年）
- 2番目の彼女（2004年）
- SURVIVE STYLE5+（2004年） - タクシー運転手
- 東京ゾンビ（2005年） - 本社の藤本
- ナイスの森〜The First Contact〜（2006年） - 南ちゃん
- 黄色い涙（2007年） - 林田
- ざくろ屋敷 バルザック『人間喜劇』より（2007年） - 主演：ガストン
- ぼくたちと駐在さんの700日戦争（2008年） - 神主
- ぐるりのこと。（2008年） - 倉持事件の裁判長
- UFO食堂（2008年）
- 曲がれ!スプーン（2009年） - マスター・早乙女
- ハゲタカ（2009年） - 中延五郎
- 僕の初恋をキミに捧ぐ（2009年） - 中学校の英語教諭
- 川の底からこんにちは（2009年） - 木村忠男
- 沈まぬ太陽（2009年） - 池坊保友（頭取）
- 代行のススメ（2009年） - 司会者
- 幼獣マメシバ（2009年） - 芝重男
- さらば愛しの大統領（2010年） - タツキチ 役
- 愛するとき、愛されるとき（2010年）
- 酔いがさめたら、うちに帰ろう。（2010年） - 伊藤
- 麒麟の翼 〜劇場版・新参者〜（2010年）
- ラブコメ（2010年）
- マメシバ一郎3D（2012年） - 芝重男
- 演劇1（2012年、想田和弘監督）
- おだやかな日常（2012年、内田伸輝監督）
- 謎解きはディナーのあとで（2013年、土方政人監督）
- シャニダールの花（2013年、石井岳龍監督）
- ほとりの朔子（2013年）
- 豆大福ものがたり（2013年）
- ジャッジ!（2014年1月11日、永井聡監督） - カラオケ店の店長
- 劇場版 仮面ティーチャー（2014年2月22日）
- 魔女の宅急便（2014年3月1日、東映、清水崇監督）
- 薔薇色のブー子（2014年5月30日、福田雄一監督） - デパート社長・鈴木由三郎
- 女子ーズ（2014年6月7日、福田雄一監督）
- 幕が上がる（2015年2月28日、本広克行監督） - 滝田先生
- 表と裏 シリーズ（2015年 - 2016年）全6作 - 村沢(古本屋の親父)
- あやしい彼女（2016年4月1日） - 中田次郎 役[31][32]
- 映画 昼顔（2017年6月10日公開東宝）- 坂上教授 役
- 銀魂（2017年7月14日、福田雄一監督）[5]
- 亜人 (2017年9月30日、本広克行監督) ‐ 警視庁警備局長
- ちはやふる -結び-（2018年3月17日、小泉徳宏監督） - 伊勢大二郎
- となりの怪物くん（2018年4月27日、月川翔監督）
- 四月の永い夢（2018年5月12日、中川龍太郎監督） - 幸男[33]

### 舞台
- 東京ノート（1998年）
- ソウル市民（1998年）
- 海よりも長い夜（1999年）
- ソウル市民1919（2000年）
- ナイス・エイジ（2000年・2006年）
- 上野動物園再々々襲撃（2001年）
- パン屋文六の思案〜続・岸田國士一幕劇コレクション〜（2014年）
- 宮本武蔵（完全版）（2016年8月19日 - 29日、東京芸術劇場シアターイースト）[34] - 山伏[35]
- バージン・ブルース（2017年5月4日 - 21日、こまばアゴラ劇場）[36]
- 朗読劇「画狂人 北斎」（2017年） - 葛飾北斎[5][37]

### ラジオ
- NISSAN あ、安部礼司〜BEYOND THE AVERAGE（TOKYO FM） - 矢田三郎
- FMシアター「こんぴら夫婦」（2012年9月22日、NHK-FM）

### DVD
- 枯れオヤジ〜カレセンと呼ばないで〜 第1巻 - 第4巻（2009年、ポニーキャニオン）
- Smap Short Films「BUS☆PANIC!!!」(2001年、Victor Entertainment)

### ビデオ
- THE3名様（2005年） - パフェおやじ

### CM
- Apple Computer「アップルマジック'95」（1995年）
- 花王「ビオレ」ナレーション（1996年）
- ファイナルファンタジー（1996年）
- TBC「ナオミになろうTBC篇」（1997年）
- パナソニック・「Let's Note」（1998年）
- クオーク「誕生篇」（1999年）
- サントリー「BOSS7年末篇」（1999年）
- セガ「プロサッカークラブをつくろう!」（1999年）
- 住友銀行（2000年）
- KDDI（2001年、2015年） - 2015年出演時は「auシニアスマホ「二人の悩み」篇」で川原和久と共演
- 公共広告機構（現：ACジャパン）「IMAGINATION」（2001年）
- シードコンタクト（2002年）
- UFJ銀行（2002年）
- ポッカ「キレートレモン」（2007年）
- ソフトバンクモバイル「同窓会篇」（2008年）
- 日清食品「カップヌードル」[5]（2014年）
- リクルート「ホットペッパー」（2016年）[38]
- 明治「明治プロビオヨーグルトR-1」（2017年）[39]

### WEB
- 銀魂2 -世にも奇妙な銀魂ちゃん 「眠れないアル篇」（2018年8月18日、dTV） - おじいさん（お前の後ろにだァァ‼）

### ミュージックビデオ
- ケツメイシ『親父のメール』
- 朝倉さや『おかえり -manzumamake-』[40]

### その他
- 全国一斉!最強探知機で大調査!緊急SOS!!最強探知機で日本のお宝ぜんぶ掘る大作戦（2018年12月23日、テレビ東京）
- キャンピングカーで日本の旅〜富士五湖巡り 2泊3日〜（2016年11月16日、BS日テレ）